# 渡部淳
渡部 淳（わたなべ じゅん、1951年 - 2020年1月20日）は、日本の教育学者、日本大学教授。

## 生涯
秋田県生まれ。国際基督教大学大学院行政学研究科博士後期課程満期退学。国際基督教大学高等学校公民科教諭を経て、2003年日本大学文理学部教授（教育内容・方法論・ドラマ教育）。2001年『教育における演劇的知』で演劇教育賞・特別賞受賞。2006年獲得型教育研究会を創設。日韓米の高校生が演劇的発表を創り出す「グローバル・クラス」など数々の実験的プログラムの運営に携わり、教育における演劇的手法の可能性を研究していた。
2020年1月20日、埼玉県所沢市内の病院で死去。68歳没。

## 著書
- 『討論や発表をたのしもう ディベート入門』ポプラ社 10代の教養図書館 1993
- 『国際感覚ってなんだろう』岩波ジュニア新書 1995
- 『国際化を考える』岩崎書店 日本を見る目・世界を見る目 国際理解の本 1998
- 『学校の居心地世界と日本 世界のスクールライフに見るやわらかな学校文化』学事出版 2000
- 『教育における演劇的知 21世紀の授業像と教師の役割』柏書房 2001
- 『教師学びの演出家』旬報社 2007
- 『大学生のための知のスキル表現のスキル』東京図書 2007
- 『アクティブ・ラーニングとは何か』岩波新書 2020

### 共編著
- 『世界の学校から 帰国生たちの教育体験レポート』編 亜紀書房 1989
- 『海外帰国生 日本の教育への提案』編著 太郎次郎社 1990
- 『帰国生のいる教室 授業が変わる・学校が変わる』和田雅史共編著 日本放送出版協会 NHKブックス 1992
- 『国際理解資料集 調べ学習に役立つ』多田孝志,佐藤めぐみ共著 岩崎書店 日本を見る目・世界を見る目 国際理解の本 1984
- 『中高生のためのアメリカ理解入門』編 明石書店 2005
- 『中高生のためのアメリカ理解入門ガイドブック』編 明石書店 2005
- 『教育方法としてのドラマ』J.ニーランズ共著 晩成書房 2009
- 『学びを変えるドラマの手法』獲得型教育研究会共編 旬報社 2010
- 『学びへのウォーミングアップ70の技法』獲得型教育研究会共編 旬報社 2011
- 『教育におけるドラマ技法の探究 「学びの体系化」にむけて』獲得型教育研究会共編 明石書店 2014